# Olga Máté
Olga Máté (roz. Olga Mauthner; 1. ledna 1878 – 5. dubna 1961) byla jedna z prvních maďarských fotografek, která se nejvíce proslavila svými portréty. Byla známá svými světelnými technikami, používala osvětlené pozadí k vylepšení svých portrétů a kompozic zátiší. V roce 1912 získala zlatou medaili ve Stuttgartu na mezinárodní fotografické výstavě. Snad nejznámějšími snímky jsou portréty spisovatele Mihály Babitse a feministky Margit Kaffkové. Byla také ranou sufragistkou v Maďarsku a během maďarského bílého teroru pomáhala několika intelektuálům při jejich útěku.

## Životopis
Olga Mauthner se narodila 1. ledna 1878 v Szigetváru za Rakouska-Uherska Hanně (rozené Spiegel) a Lőrincovi Mauthnerovým. V rodině byly dvě dcery a čtyři synové a změnili si jméno z německého pravopisu na maďarskou formu, Máté. Lőrinc Mauthner se původně živil jako obchodník, jeho žena se věnovala krejčovství, ale když se rodina přestěhovala do Budapešti, otec se živnosti vzdal a otevřel si šicí továrnu. Pro ženy bylo málo obchodních příležitostí, ale Máté studovala v Budapešti, aby se stala fotografkou.

## Kariéra

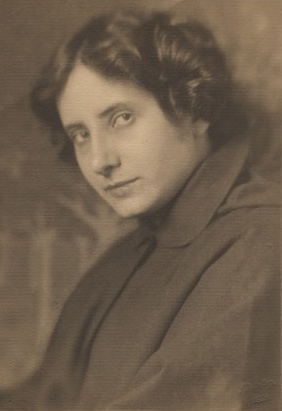
Portrét Olgy Máté od Rudolfa Dührkoopa, 1908

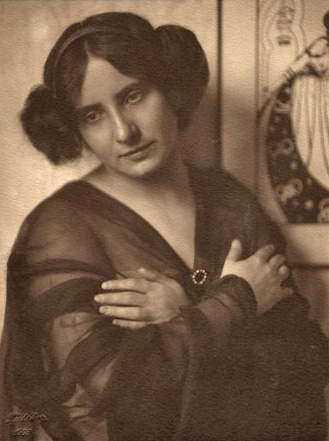
Portrét Olgy Máté od Rudolfa Dührkoopa, 1908

V roce 1899 si Máté otevřela ateliér v centrální obchodní čtvrti Budapešti na adrese Fő utca č. 21 (Hlavní ulice). Po několika letech práce na získání dostatečného kapitálu v roce 1908 odešla Máté do Německa studovat do Hamburku k Rudolfu Dührkoopovi a Nicolovi Perscheidovi, který v té době pobýval v Berlíně. v Německu studovala nejméně dva roky a v roce 1910 se začala účastnit výstav. Její fotografie ukázaly vliv Dührkoopa, protože místo formálního prostředí vypadaly její předměty přirozeněji a byly umístěny na osvětleném pozadí, aby se oko zaměřilo na tmavší hlavní subjekt díla. Následující rok vystavovala v Londýně na London Salon of Photography.
Máté se vrátila do Budapešti a začala pracovat na různých tématech, včetně reklamy, aktů, městské krajiny, ale její zdaleka nejznámější práce byly portréty. V roce 1911 začala přispívat do časopisu A Fény (Světlo). V publikaci tohoto roku byla asi polovina zaslaných fotografií od čtyř maďarských fotografů, včetně Máté, Erzsi Gaiduschek, József Pécsi(hu) a Frigyes Widder. V roce 1912 si otevřela ateliér na Veres Pálné utca č. 12 (ulice v Budapešti pojmenovaná po pedagožce a feministce Pálné Veresové) a bydlela v bytě nad ateliérem, který se nacházel v šestém patře budovy. Na podzim téhož roku si Máté vzala filozofa a akademika Bélu Zalaie(hu), vdovce se dvěma dětmi. Jejich domov se stal místem setkávání intelektuálů, kde se scházeli a diskutovali.
V okruhu jejích přátel byli vždy umělci, jako byl Lajos Kozma (architect)(hu), Noémi Ferenczy a Imre Kner(hu) a jeho rodina. Po jejím sňatku se Zalaiem se rozšířil o „ Nedělní kruh “, maďarské inteligence, jako Béla Balázs, Paul Dienes, János Fogarasi, Arnold Hauser, Gyula Juhász, Dezső Kosztolányi, György Lukács, Karl Mannheim a další. Nafotila portréty mnoha lidí ze svého okruhu i osobností společnosti. Mezi její nejznámější díla patřily portréty Mihály Babitse a Margit Kaffky. Máté pokračovala ve vystavování, objevila se na Mezinárodní výstavě fotografů ve Stuttgartu, kde získala zlatou medaili s Józsefem Pécsim v roce 1912. V roce 1913 byla pozvána Rosikou Schwimmerovou, aby fotografovala na sedmé konferenci Mezinárodní aliance pro volební právo žen. Nejen že fotografovala, ale byla podporovatelkou a organizátorkou maďarského feministického hnutí.
Máté vystavovala v roce 1914 ve Společnosti profesionálních fotografů a později téhož roku ve státě New York, Zalai byl povolán sloužit v první světové válce. V prosinci 1914 byl zajat a 2. února 1915 zemřel na tyfus v zajateckém táboře v Omsku na Sibiři. Máté se snažila vychovávat své dvě děti, ale starala se o ně a hluboce prožívala pozdější smrt jeho dcery. Na konci války, s rozpadem Rakouska-Uherska, se země potýkala s úpadkem. Redakce časopisu A Fény, ve kterém Máté publikovala od roku 1911, byla uzavřena. Poté, co byla Maďarská sovětská republika poražena, Béla Kun nařídil Györgymu Lukácsovi, aby zůstal s Ottó Korvinem, když byl zbytek vedení evakuován do Rakouska. Posláním Lukácse a Korvina bylo tajně reorganizovat komunistické hnutí, ale mise byla nemožná. Lukács byl nucen se skrývat, aby se vyhnul komunistické čistce a Máté ho ukryla ve svém domě. Poté, co byl Korvin zajat, Lukács uprchl do Rakouska. Máté také pomohla Jenőovi Hamburgerovi uprchnout spolu s dalšími. Tyto akce vyústily v její odsouzení soudy.
Během dvacátých a třicátých let se její kompozice transformovaly, přesunuly se ze studia do venkovního prostředí se sépiovými tóny, které nahradily ostré černobílé kontrasty jejích dřívějších děl. Subjekty se také změnily z elitních tříd na dělnické třídy. V roce 1922 vystavovala pro Uměleckoprůmyslové muzeum a poté v roce 1934 sdílela ateliér se svým studentem Ferencem Haárem. Když se Haár v roce 1937 přestěhoval do Paříže, Máté obchod zavřela a následující rok odešla pracovat do ateliéru Mariana Reismanna.
Ačkoli byla jedna z prvních profesionálních fotografek v Maďarsku, Máté zemřela zapomenuta. Zemřela 5. dubna 1961 v Budapešti v Maďarsku a byla pohřbena na hřbitově Farkasréti v Budapešti.

## Dědictví
V roce 2006 Csilla E. Csorba, ředitelka Petofiho muzea literatury, vydala knihu Máté Olga fotóművész (Fotografka Olga Máté) s Helikon Publishing v Budapešti, aby znovu zachytila historii přínosu Máté fotografii. Maďarské muzeum fotografie(hu) hostila výstavu autorčiny práce v roce 2007. V roce 2009 podnikla Csorba výstavu prací maďarských fotografek na turné po New Yorku a Washingtonu, DC. Bylo to poprvé, co bylo několik děl umělců vidět ve Spojených státech. Autorky Zátiší s vejci a houbami (1920) bylo oceněno za to, že komunikovalo krásu s předměty každodenní potřeby.

## Galerie

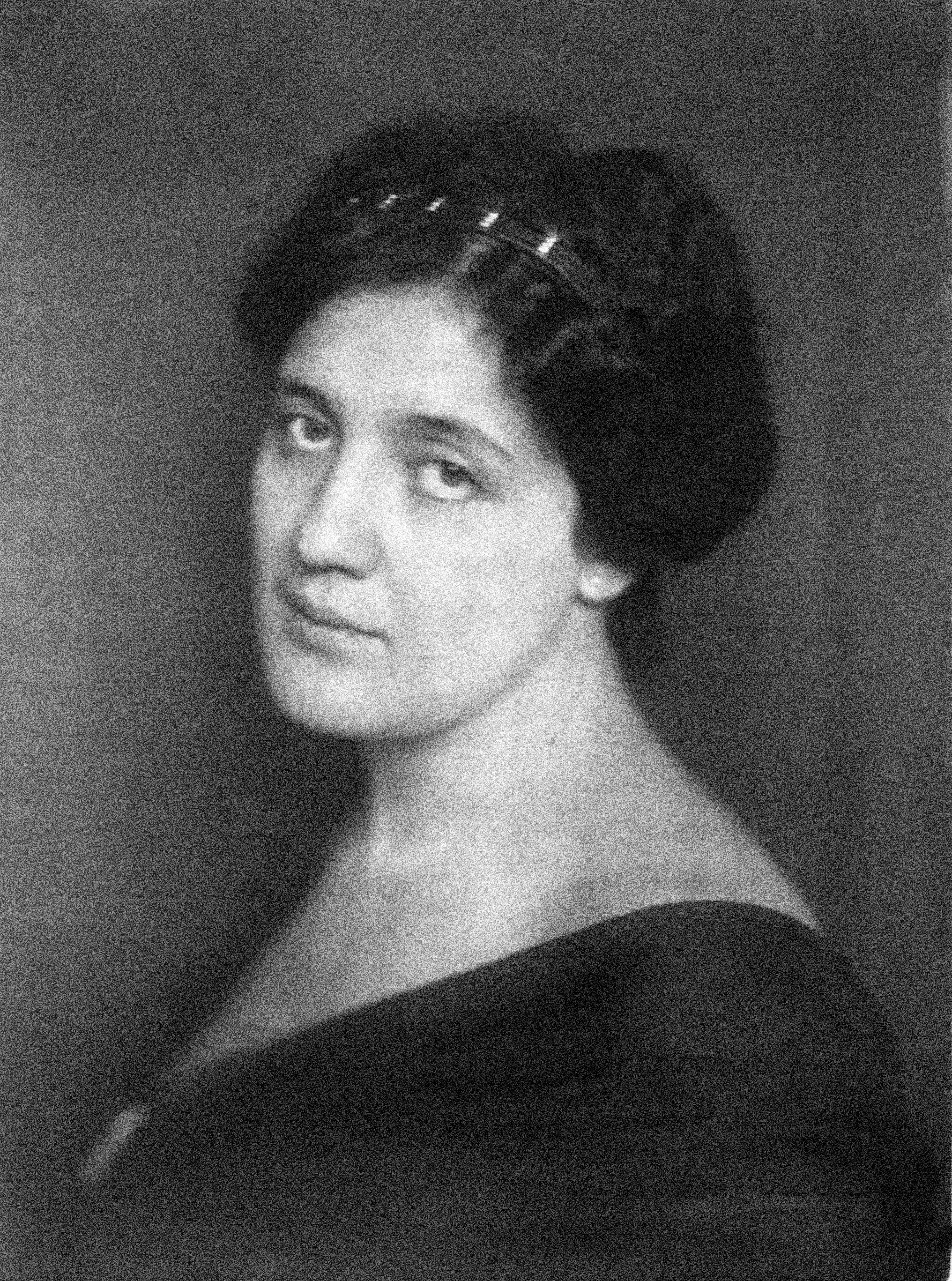
Melanie Klein
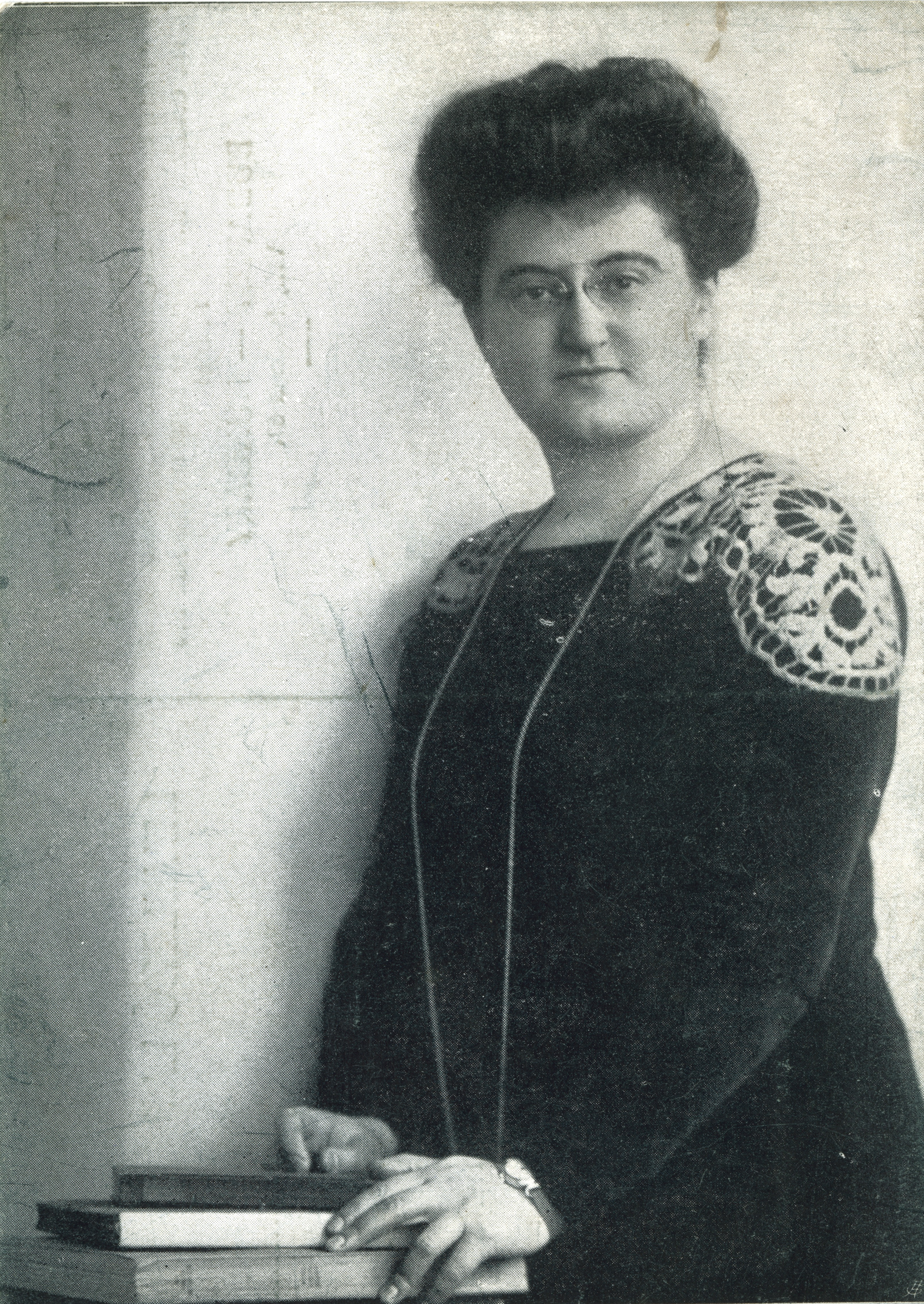
Rosika Schwimmer, 1910